# Göran Magnus Arell
Georg (Göran) Magnus Arell, född den 18 november 1801 i Skärstads socken, Jönköpings län, död den 27 februari 1845 i Stockholm, var en svensk jurist. 
Arell blev auskultant i Göta hovrätt 1823, i Svea hovrätt samma år, extra ordinarie notarie där 1826, vice häradshövding 1830, tilldelades häradshövdings namn, heder och värdighet med tur och befordringsrätt 1831, blev adjungerad ledamot i hovrätten första gången 1832, assessor där 1837, konstituerad revisionssekreterare 1840 och expeditionschef i Justitiestatsexpeditionen 1843.